# Чхетри
Чхетрите са най-голямата етническа група в Непал съставляващи 15,8% от населението на страната (2001). Населяват предимно района на Хиндукуш, смята се че са индоарийци.